# BeFour
beFour – niemiecka grupa założona w Kolonii. Członkowie zespołu zostali wyłonieni w telewizyjnym show beFour: Das Star-Tagebuch ("Pamiętnik gwiazdy"). Pierwszy singiel zespołu to cover piosenki "Around the World" zespołu ATC. Obecnie piosenki zespołu beFour są wykorzystywane w "Panfu". Dzieci mogą tam poznać piosenki grupy i uczyć się angielskiego.

## Członkowie zespołu
- Manuela Oeschger ps. Manou ur. 18 lutego 1984 w Wil (Argenau), Szwajcaria.
- Alina Bock ur. 2 listopada 1984 w Kolonii, Niemcy.
- Daniel Möllermann ps. Dan M. ur. 17 grudnia 1987 w Berlinie, Niemcy.
- Angel Garcia Arjona ur. 21 lutego 1982 w Hiszpanii.

## Dyskografia

### Albumy
| Rok  | Tytuł                           | Pozycja | Pozycja | Pozycja    | Info                                                       |
| Rok  | Tytuł                           | Niemcy  | Austria | Szwajcaria | Info                                                       |
| ---- | ------------------------------- | ------- | ------- | ---------- | ---------------------------------------------------------- |
| 2007 | All 4 One                       | 1       | 2       | 1          | Data wydania: 13 lipca 2007 Sprzedaż: +200,000 (Platyna)   |
| 2007 | Hand In Hand (The Winter Album) | 10      | 6       | 16         | Data wydania: 16 listopada 2007 Sprzedaż: +100,000 (Złoto) |
| 2008 | We Stand United                 | 10      | 4       | 10         | Data wydania: 2008 Sprzedaż:                               |

### Single
| Rok  | Tytuł                                        | Pozycja | Pozycja | Pozycja    | Pozycja         | Info                           |
| Rok  | Tytuł                                        | Niemcy  | Austria | Szwajcaria | Unia Europejska | Info                           |
| ---- | -------------------------------------------- | ------- | ------- | ---------- | --------------- | ------------------------------ |
| 2007 | Magic Melody All 4 One                       | 16      | 11      | 14         | 49              | Data wydania: 14 czerwca 2007  |
| 2007 | How Do You Do? / All 4 One All 4 One         | 12      | 5       | 11         | 30              | Data wydania: 10 sierpnia 2007 |
| 2007 | Little, Little Love All 4 One                | 27      | 30      | 27         | 176             | Data wydania: 14 września 2007 |
| 2007 | Hand in Hand Hand in Hand (The Winter Album) | 28      | 14      | 73         | 152             | Data wydania: 9 listopada 2007 |
| 2008 | Live Your Dream We Stand United              | 16      | 17      | 29         | -               | Data wydania: 14 marca 2008    |
| 2008 | Happy Holiday We Stand United                | ?       | ?       | ?          | ?               |                                |

## DVD
- beFour: der Film! (Data wydania: 28 września 2007)